# Myrciaria glazioviana
Myrciaria glazioviana là một loài thực vật có hoa trong Họ Đào kim nương. Loài này được (Kiaersk.) G.M.Barroso ex Sobral mô tả khoa học đầu tiên năm 2006.